# Johnny Lockett
Johnny Lockett (8 dicembre 1915 – 8 dicembre 2004) è stato un pilota motociclistico britannico.

## Carriera
La sua carriera nel mondo del motociclismo è iniziata nel periodo tra le due guerre mondiali, appare già nelle classifiche del Tourist Trophy a partire dal 1936.
Ha partecipato alle gare del motomondiale fin dalla prima gara, il Tourist Trophy 1949 dove ha ottenuto il secondo posto nella classe 500 e il settimo in quella della classe 350. In quel mondiale e nei due successivi ha ottenuto altri sette piazzamenti sul podio.
In seguito ha partecipato anche ad alcune gare automobilistiche di durata come la 24 Ore di Le Mans

## Risultati nel motomondiale

### Classe 350
| 1949 | Classe | Moto   |   |   |   |   |  |    |  |  | Punti | Pos. |
| ---- | ------ | ------ | - | - | - | - |  | -- |  |  | ----- | ---- |
| 1949 | 350    | Norton | 7 | 8 | 3 | 3 |  | NE |  |  | 14    | 5º   |

| 1950 | Classe | Moto   |   |   |   |   |  |   |  |  | Punti | Pos. |
| ---- | ------ | ------ | - | - | - | - |  | - |  |  | ----- | ---- |
| 1950 | 350    | Norton | 6 | - | 4 | - |  | - |  |  | 4     | 9º   |

| 1951 | Classe | Moto   |   |   |   |   |   |   |   |   | Punti | Pos. |
| ---- | ------ | ------ | - | - | - | - | - | - | - | - | ----- | ---- |
| 1951 | 350    | Norton | - | - | 2 | 2 | - | 4 | 3 | - | 19    | 3º   |

| Legenda | 1º posto        | 2º posto            | 3º posto            | A punti      | Senza punti        | Grassetto – Pole position Corsivo – Giro più veloce |
| Legenda | Gara non valida | Non qual./Non part. | Ritirato/Non class. | Squalificato | '-' Dato non disp. | Grassetto – Pole position Corsivo – Giro più veloce |

### Classe 500
| 1949 | Classe | Moto   |   |     |   |     |     |  |  |  | Punti | Pos. |
| ---- | ------ | ------ | - | --- | - | --- | --- |  |  |  | ----- | ---- |
| 1949 | 500    | Norton | 2 | Rit | 5 | Rit | Rit |  |  |  | 13    | 7º   |

| 1950 | Classe | Moto   |   |     |     |   |   |   |  |  | Punti | Pos. |
| ---- | ------ | ------ | - | --- | --- | - | - | - |  |  | ----- | ---- |
| 1950 | 500    | Norton | 3 | Rit | Rit | 6 | 3 | 8 |  |  | 9     | 6º   |

| 1951 | Classe | Moto   |  |  |     |   |   |    |   |    | Punti | Pos. |
| ---- | ------ | ------ |  |  | --- | - | - | -- | - | -- | ----- | ---- |
| 1951 | 500    | Norton |  |  | Rit | 6 | 4 | 10 | 5 | 11 | 6     | 9º   |

| Legenda | 1º posto        | 2º posto            | 3º posto            | A punti      | Senza punti        | Grassetto – Pole position Corsivo – Giro più veloce |
| Legenda | Gara non valida | Non qual./Non part. | Ritirato/Non class. | Squalificato | '-' Dato non disp. | Grassetto – Pole position Corsivo – Giro più veloce |